# Céligny
Céligny es una comuna suiza del cantón de Ginebra.

## Geografía
Está situada al norte del cantón, a orillas del lago Lemán, enclavada en el cantón de Vaud, como se puede apreciar en el mapa. Limita al norte con las comunas de Arnex-sur-Nyon (VD) y Crans-près-Céligny (VD), al este con Chens-sur-Léman (FRA-74), al sur con Founex (VD) y Chavannes-de-Bogis (VD), y al oeste con Bogis-Bossey (VD) y Crassier (VD).

## Personalidades del cantón
- Richard Burton, actor, vivió en esta comuna y en ella está enterrado.
- Alistair MacLean, escritor escocés, también se encuentra enterrado en el cementerio de Céligny.
- Benito Mussolini trabajó como albañil durante su exilio en Suiza.
- Ernest Schelling, pianista, compositor y director de orquesta estadounidense, fue propietario en 1910 del Chateau de Garengo de Celigny